# Gnaeus Mallius Maximus
Gnaeus Mallius Maximus byl římský politik a vojevůdce na konci 2. století př. n. l.
Gnaeus Mallius byl jako homo novus („nový muž“ – v římské politice osoba, jejíž předkové nezastávali žádný vyšší úřad) zvolen v roce 105 př. n. l. do funkce konzula. Senátem byl vyslán do Zaalpské Galie, aby zastavil stěhování germánských kmenů Kimbrů a Teutonů a zabránil jim ve vpádu do Itálie. Když však se svou armádou do Galie dorazil, prokonzul (konzul z předešlého roku 106 př. n. l.) Quintus Servilius Caepio s ním právě kvůli jeho nearistokratickému původu odmítl spolupracovat. Caepionova armáda zůstávala na opačné straně řeky Rhôny než Malliova, a to i navzdory důrazným příkazům vyslanců ze senátu. Později se sice Caepio neochotně přes překu přeplavil, ale nespojil se s Malliovým vojskem a utábořil se mezi ním a blížícími se Kimbry. Germánské kmeny v bitvě u Arausia na oddělené římské armády zaútočily postupně a obě je zničily.
Mallius v bitvě ztratil své syny a po návratu do Říma byl stíhán za ztrátu své armády. Obžalobu vedl Appuleius Saturninus, který přesvědčil soud vynést rozsudek aquae et ignis interdictio, což pro Mallia prakticky znamenalo odchod do vyhnanství. Prokonzul Quintus Servilius Caepio, obviňovaný všemi starověkými historiky z porážky, byl vyhoštěn také.
Porážka u Arausia vyvolala v Římě paniku a strach o bezpečnost italského poloostrova. Shromáždění občanů poté podniklo bezprecedentní a tehdy nezákonný krok, když zvolilo do druhého konzulátu během tří let v nepřítomnosti Gaia Maria, prokonzula tehdy plně zaměstnaného v Africe válkou s Jugurthou, aby se s germánskou hrozbou vypořádal.